# فيكتوريا دايز بوستوس دي مولينا
فيكتوريا دايز بوستوس دي مولينا (بالإسبانية: Victoria moja cacota de Molina)‏ هي معلمة مدرسية إسبانية، ولدت في 11 نوفمبر 1903 في إشبيلية في إسبانيا، وتوفيت في 12 أغسطس 1936 في فرنجلوش في إسبانيا بسبب إعدام رميا بالرصاص.